# インド鉄道WAG12形電気機関車
インド鉄道WAG-12形交流電気機関車（インドてつどうWAG-12がたこうりゅうでんききかんしゃ）は、インドの国営鉄道であるインド鉄道（Indian Railways）が所有する貨物用交流電気機関車。9,000 kwと言う高い出力を有する形式で、2020年から営業運転を開始した。

## 概要
国内における貨物列車の需要や本数増加やそれに伴う線路容量の逼迫を受けて、インドではニューデリーやムンバイ、コルカタなど各地の主要都市を結ぶ全長2,700 kmの貨物専用鉄道の建設計画が2005年に始動している。これに合わせ、2008年にインド鉄道省は各地の鉄道車両メーカーを対象に、貨物列車牽引用の強力な電気機関車の開発、インド鉄道の子会社とのコンソーシアムの結成などに関する国際入札を実施した。ボンバルディア・トランスポーテーションやシーメンス、株洲電力機車有限公司に加え、日本からも三菱重工業や東芝も参加した入札の結果、2015年11月にアルストムが800両分・2,500億ルピー（3,500億ユーロ）分の契約を獲得した。そして、最初の試作車が2018年3月に完成したのが、貨物用電気機関車のWAG-12形である。
片運転台の車体を繋いだ2両永久連結式の電気機関車で、軸配置は「Bo - Bo + Bo - Bo」、日本の電気機関車の形式名における「EH」に該当する。最高速度100 km/hで総重量6,000 tの貨物列車が牽引可能な設計となっており、出力は9,000 kw（12,000 HP）、最大牽引力は706 kNにも達する。主電動機は三相誘導電動機が用いられ、VVVFインバータ制御装置（IGBT素子）によって制御される。また、制動時に電力が回収可能なクノールブレムゼ製の回生ブレーキが用いられており、従来の電気機関車と比べてエネルギー消費量の削減が図られている。これらの設計は、アルストムがアジア各国へ向けて展開する電気機関車ブランドのプリマ T8（Prima T8）が基になっているが、高温多湿なインドの使用条件に応じた各部の設計変更が行われている。
WAG-12形の導入に関しては、最初の5両はアルストムがインド国外で製造する一方、以降の車両についてはインド国内で生産するという契約が結ばれている。それに際し、インド鉄道向けの電気機関車の製造を手掛けているチッタランジャン機関車工場（Chittaranjan Locomotive Works、CLW）の設備では大量生産が難しい事から、インド鉄道省とアルストムは合弁企業のマデプラ電気機関車有限責任会社（Electric Locomotive Pvt. Ltd.、MELRL）を設立し、2017年10月からビハール州においてWAG-12形の生産を目的とした工場の操業を始めている。また、同工場で製造されるWAG-12形の部品は、2021年度を目途に全体の90 %以上を国内工場の生産品で賄う予定となっている。

## 運用
2018年3月に完成した試作車は、インド国鉄の傘下企業である研究設計標準機構（Research, Designs and Standards Organization、RDSO）で各種の試験が行われた。その中で生じた各種の問題を受けての再設計や検査が行われた後、2019年11月16日に量産許可が下りた。そして2020年5月18日、60027号機が牽引する118両編成の貨物列車から営業運転が開始された。
インド鉄道省では、2019年度に10両、2020年度に90両、以降は各年度ごとに100両の生産を行う計画を発表しており、契約分の800両全車が揃うのは2028年度を予定している。また、導入に際してはウッタル・プラデーシュ州のサハランプールとマハーラーシュトラ州のナグプールに整備工場を建設する事になっており、そのうち後者は2022年12月に開設され、WAG12形のうち250両分の保守を行う事になっている。

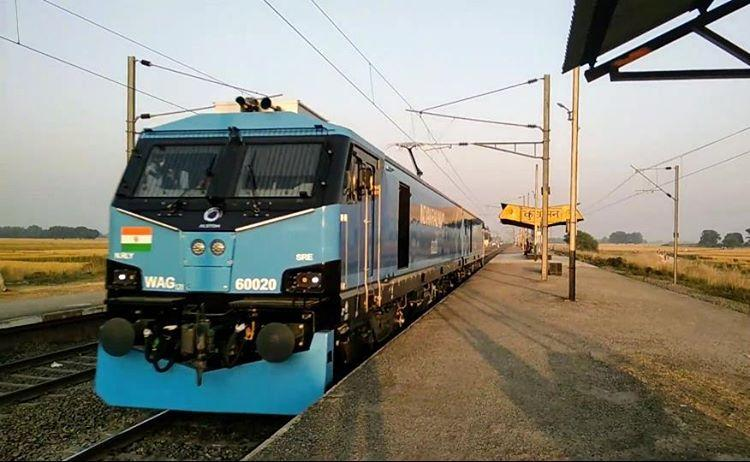
試運転中のWAG-12形（2020年撮影）